# Vibosjön, Hälsingland
Vibosjön är en sjö i Hudiksvalls kommun i Hälsingland och ingår i Harmångersån-Delångersåns kustområde. Sjön är 7 meter djup, har en yta på 0,12 kvadratkilometer och befinner sig 17,9 meter över havet. Sjön avvattnas av vattendraget Hallstaån.

## Delavrinningsområde
Vibosjön ingår i det delavrinningsområde (684877-157310) som SMHI kallar för Utloppet av Vibosjön. Medelhöjden är 26 meter över havet och ytan är 0,6 kvadratkilometer. Räknas de 7 avrinningsområdena uppströms in blir den ackumulerade arean 60,64 kvadratkilometer. Avrinningsområdets utflöde Hallstaån mynnar i havet. Avrinningsområdet består mestadels av skog (69 procent). Avrinningsområdet har 0,12 kvadratkilometer vattenytor vilket ger det en sjöprocent på 20,1 procent.